# Murga (Tolna)
Murga est un village et une commune du comitat de Tolna en Hongrie.